# Guindy
Le Guindy est une rivière du Trégor, en région Bretagne, dans le département des Côtes-d'Armor, et un affluent du fleuve côtier le Jaudy.

## Géographie
Il prend sa source à l'ouest du Menez Bré à 200 m d'altitude, et coule vers le nord sur une distance de 43,3 km. Il se jette dans l'estuaire du Jaudy à Tréguier.

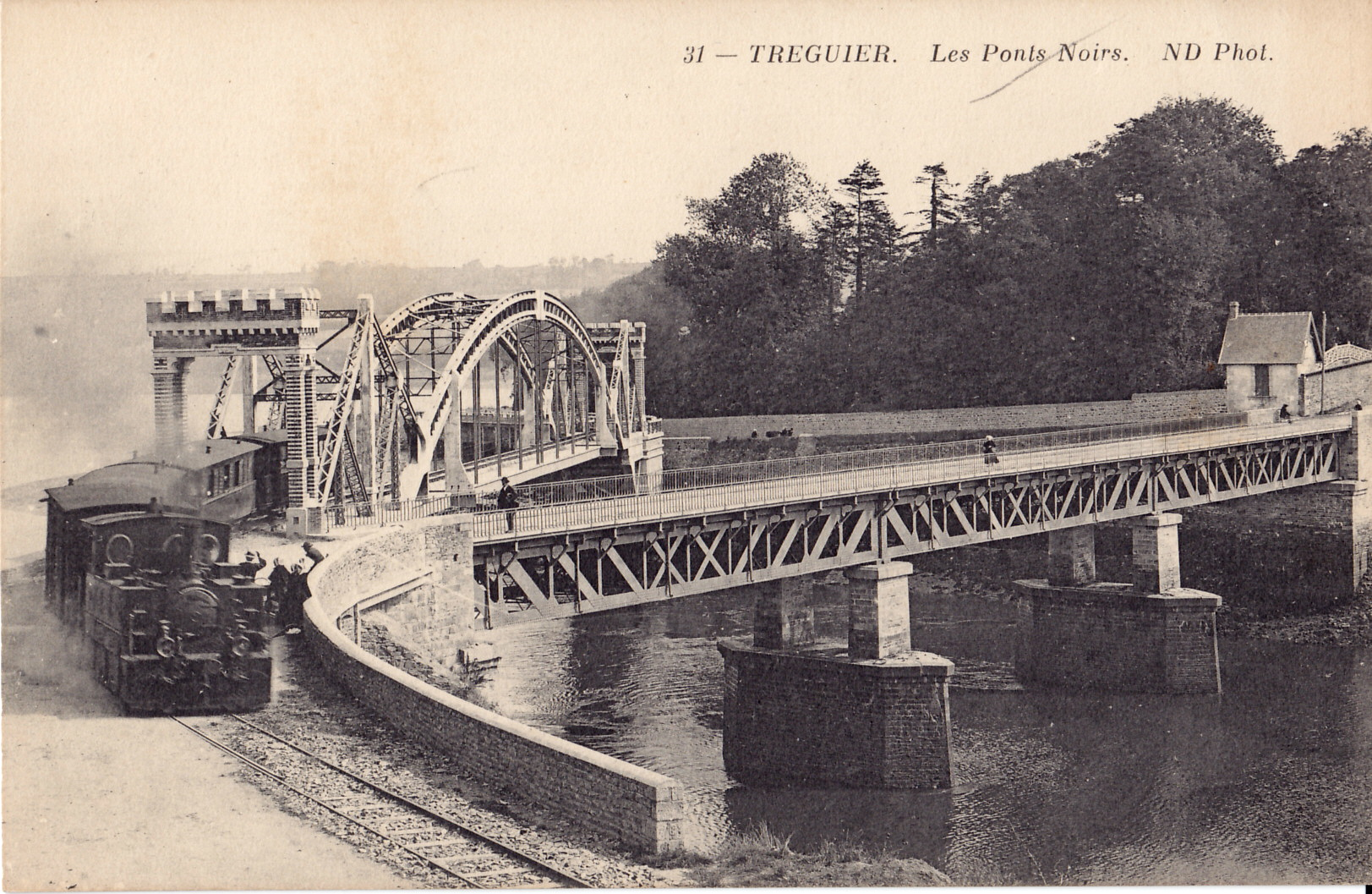
Les Ponts Noirs à Tréguier, au début du XX